# Таш-Чишма (Татарстан)
 Таш-Чишма  — село в Атнинском районе Татарстана. Административный центр  Узюмского сельского поселения.

## География
Находится в северо-западной части Татарстана на расстоянии приблизительно 11 км по прямой на северо-восток от районного центра села Большая Атня.

## История
Основано во второй половине XVII века. Ранее известна была как Маменделеевка, Тазлар (XVIII век) и Старый Тазлар (XIX век и до 1941 года). 
В «Списке населённых мест Российской империи», изданном в 1866 году по сведениям 1859 года, населённый пункт упомянут как казённая деревня Старый Тазлар Казанского уезда Казанской губернии (2-го стана). Располагалась по левую сторону большого торгового тракта из города Казань в город Уржум, при речке Ашите, в 78 верстах от уездного и губернского города Казань и в 32 верстах от становой квартиры в городе Арске. В деревне, в 95 дворах проживали 744 человека (369 мужчин и 375 женщин), была мечеть.
В начале XX века действовала мечеть и мектеб.

## Население
Постоянных жителей было: в 1782 - 190 душ мужского пола, в 1859 - 821, в 1897 - 1150, в 1908 - 1190, в 1920 - 1052, в 1926 - 990, в 1970 - 633, в 1979 - 566, в 1989 - 454, в 2002 − 377 (татары 100%), 366 в 2010.